# Гиперплазия
Гиперплази́я (новолат. hyperplasia; др.-греч. ὑπερ- — сверх- + πλάσις — образование, формирование) — увеличение числа структурных элементов тканей путём их избыточного новообразования.
Гиперплазия, лежащая в основе гипертрофии, проявляется в размножении клеток и образовании новых тканевых структур. При быстро протекающих гиперпластических процессах часто наблюдается уменьшение объёма размножающихся клеточных элементов. Новообразование клеток при гиперплазии — так же, как и нормальное их размножение, — осуществляется путём прямого (амитотического) и непрямого (митотического) деления. Исследования, проведённые с помощью электронного микроскопа, установили, что гиперплазия — это не только размножение клеток, но и увеличение цитоплазматических ультраструктур (изменяются в первую очередь митохондрии, миофиламенты, эндоплазматический ретикулум, рибосомы). В этих случаях говорят о внутриклеточной гиперплазии — регенерации.
Для клеточного размножения употребляется также термин пролиферация.

## Патологическая физиология
Гиперплазия может развиться вследствие самых разнообразных влияний на ткань, стимулирующих размножение клеток: расстройства нервной регуляции, процессов обмена и роста, нарушения корреляции связей в системе органов внутренней секреции, усиление функции того или иного органа (ткани) под влиянием специфических тканевых стимуляторов роста, например продуктов тканевого распада, бластомогенных и канцерогенных веществ и многих других.
Примером гиперплазии может быть усиленное размножение эпителия молочных желез при беременности, эпителия маточных желез в предменструальном периоде. К железистой гиперплазии относят аденоматозные полипы слизистой оболочки носа, желудка, кишечника, матки и т. д.; регенераторные гиперпластические процессы миелоидной ткани и лимфоидной ткани, развивающиеся при тяжелом малокровии и при некоторых инфекциях — иногда в таких случаях регенеративные разрастания кроветворной ткани происходят за пределами костного мозга, например в печени, селезёнке, лимфатических узлах (экстрамедуллярное кроветворение).
Гиперпластические процессы при инфекционных заболеваниях (малярия, возвратный тиф, затяжной септический эндокардит, туберкулёз, лейшманиоз) особенно резко выражены в селезёнке. Гиперпластические процессы в ретикулярной ткани (лимфатические узлы, селезёнка, костный мозг) лежат в основе иммуногенного антителообразования при антигенном раздражении любой природы. Благодаря гиперплазии иногда происходит замещение ткани (компенсаторный характер гиперплазии), утраченной в результате патологического процесса, например гиперплазия кроветворной ткани после кровопотерь.
Гиперпластические процессы являются причиной усиленной гиперпродукции тканей. В ряде случаев гиперплазия ведёт к избыточному новообразованию атипичного строения, к развитию опухолей (например, малигнизация полипозных разрастаний слизистых оболочек при хроническом их воспалении).

## Патологическая анатомия
Виды гиперплазий: физиологическая; патологическая.